# ملعب بيي دو شارلوروا
ملعب بيي دو شارلوروا (بالفرنسية: Stade du Pays de Charleroi)‏ هو ملعب كرة قدم يقع بمدينة شارلوروا في بلجيكا، وهو الملعب الرئيسي لنادي رويال شارلروا. افتتح الملعب في 1975، بطاقة استيعابية تصل إلى 30,000 ألف متفرج، ثم جدد الملعب وأصبح يستوعب 25,000 ألف متفرج، لكن في التجديد الأخير أصبح الملعب حالياً يستوعب 15 ألف فقط.
استضاف الملعب العديد من المنافسات منها بطولة أمم أوروبا لكرة القدم 2000.